# Верољуб Станковић
Верољуб Станковић (Зајечар, 1968) српски је универзитетски професор.

## Образовање
На Филозофски факултет – групу за физичку културу у Нишу уписао се 1986. а завршио 1991. Дипломирао је са просечном оценом 9.18. У току друге и треће године студија изабран је за најбољег студента Филозофског факултета (Универзитет у Нишу) и консекутивно бива изабран за добитника октобарске награде и значке. Магистрирао је са просечном оценом 10.00. Одбранио је докторску дисертацију под називом “Тестирање и примена програма за утврђивање структуре и разлика у међусобно повезаним просторима код рукометаша у току једногодишњег тренажног процеса" 2000.

## Наставничко и стручно искуство
Члан је ДПФК Србије, FIEPS и ECSS. Има више од 150 радова, како у националним и међународним часописима, научну монографију и пет књига. Као гостујући професор на докторским студијама држао је предавања на Универзитетима у земљи и у Републици Српској. Позивни је предавач на већем броју стручних конференција спортских савеза и асоцијација. У оквиру CEEPUS програма држао је наставу на Универзитету у Бањој Луци (RS) а у оквиру ERASMUS+ на Cumhuriyet Üniversitesi (TR), Universitatea Vasile Alecsandri (RO) и University of Veliko Turnovo St Cyril and St Methodius (BG). У току своје спортске активности, почев од активног спортисте и тренера, налазио се на спортским функцијама клуба и националних спортских асоцијација. Добитник је признања IOC као и FIEPS-а, Универзитета у Нишу и Друштва педагога физичке културе Србије за допринос унапређивању школског физичког васпитања и спорта и Универзитета у Бакуу за развој физичког васпитања. Учествује у изради више научних пројеката и рецензент је у неколико научних и стручних часописа. Два пута је добио награду Међународног олимпијског комитета за развој младих научних кадрова Европе 2000. и 2001. Носилац је медаље Honor of Merit 2018, Thulin Award 2019. и Silver Cross 2024. године које му је доделио ФИЕПС. Више од 12 година је био продекан за научно-истраживачки рад и међународну сарадњу а од 2015-2021. је обављао функцију декана Факултета. Редовни је професор Теорије физичке културе и Методологије истраживања у физичкој култури на основним, дипломским и докторским студијама на Факултету за спорт и физичко васпитање, Универзитета у Приштини и на Универзитету у Источном Сарајеву.

## Конференције
Био је активни учесник на следећим конференцијама и конгресима [Ниш (1988, 2009/11/12/13/16/22/23), Охрид (1991), Рисан (1998), Петровац (2001), Нови Сад (2004/11), Панчево (2005), Београд (2005), Комотини (1995/96/97/98/2001/02/04/17), Истанбул (1997/2018), Скиатос (2001), Келн (1995/2001), Атина (2001), Солун (2004), Тиват (2009), Виница (2009), Софија (2010/12), Констанца (2010), Анталија (2010), Бања Лука (2009/10/11/13/14/16), Бакау (2011/14/19), Бриж (2012), Блед (2012), Братислава (2013), Љубљана (2016), Копаоник (2016/17/18/19/20/21/22/23/24), Белгород (2017), Москва (2017/18/19/20/22/23), Луксембург (2017), Брашов (2018), Кишињев (2018), Барселона (2019), Охрид (2024). Од 2016. је председник организационог одбора Конференције "Антрополошки и теоантрополошки поглед на физичке активности" која се одржава на Копаонику под патронатом ФИЕПС и МПНТР http://konferencija.fsfv.pr.ac.rs/

## Одабрана дела
- Stanković, V. & Malacko, J. (2008). Relations between systems of motor, cognitive and conative variables of top-class handball players. Kinesiologia Slovenica, 3(14), 33-43;
- Malacko, J. & Stanković, V. (2009). The latent structure of morphological characteristics of top handball, basketball and football players. Sport Science, 2(1), 111-116;
- Stanković, V., Malacko, J. & Doder, D. (2009). The differences in morphological characteristics among top handball, basketball and football players. Acta Kinesiologica, 3(2), 90‐94;
- Doder, D., Malacko, J. & Stanković, V. (2009). Impacts and prediction validity of morphological and motor skills on mawashi geri. Acta Kinesiologica, 3(2), 104‐109;
- Milojević, A. & Stanković, V. (2010). Development of motor abilities of younger adolescents. Facta Universitatis. Series: Physical Education and Sport, 8(2), 107-113;
- Stanković, V. & Malacko, J. (2011). Effect of morphological characteristics and motor abilities on the development of coordination abilities of boys aged 11–12. Acta Kinesiologica, 5(1), 12-15;
- Malacko, J. & Stanković, V. (2011). Canonical relations between variables of coordination abilities, variables of morphological characteristics and motor abilities of boys aged 11–12. Sport Science, 4(1), 111-116;
- Stanković, V., Malacko, J. & Doder, D. (2011). Comparative analiysis of factor structures of latent variables of pathological connate characteristics in case of handball players belonging to different competition ranks. Acta Kinesiologica, 5(2), 58-62;
- Malacko, J. & Stanković, V. (2011). Interaction of motor and cognitive ability of elite handball players. Sport Science, 4(2), 65-69;
- Doder, D.V., Malacko, J., Stanković, V., & R.Z. Doder (2011). Predictor validity of morphological and basic motor variables for assessment and monitoring of the karate punch with the lead arм. Biology of Sport, 28(4), 265-270. . doi:10.5604/965485. Недостаје или је празан параметар |title= (помоћ);
- Stanković, V. & Popović, D. (2012). The relations between the motor and cognitive abilities of adolescent females. Facta Universitatis. Series: Physical Education and Sport, 10(3), 211-219;
- Andrasic, S., Zivanovic, N., Milosevic, Z., Stankovic, V., Randjelovic, N., & Ciric, M. (2013). Characteristics of speed endurance measured by modified 7x35 meters test and differences between elite and amateur footbalers. HealthMed, 7(1), 280-287;
- Doder, D., Malacko, J., Stanković, V., & R. Doder (2013). The influence of motor behavior variables on set karate kata performance. Facta Universitatis. Series: Physical Education and Sport, 11(1), 43-50;
- Sokolović, D., Stanković, V., Toskić, D. et al. (2016). Monte Carlo-based QSAR modeling of dimericpyridinium compounds and drug design of new potent acetylcholine esterase inhibitors for potential therapy of myasthenia gravis. StructChem 27(5), 1511-1519. . doi:10.1007/s11224-016-0776-z. Недостаје или је празан параметар |title= (помоћ)
- Sokolović, D., Ranković, J., Stanković, V. et al. (2017). QSAR study of dipeptidyl peptidase-4 inhibitors based on the Monte Carlo method. Med Chem Res 26(4), 796-804. . doi:10.1007/s00044-017-1792-2. Недостаје или је празан параметар |title= (помоћ)
- Gadžić, A., Milojević, A., & Stanković, V. (2016). Relative age effects on motor performance of seventh-grade pupils. European Physical Education Review, 23(4), 534-542. . doi:10.1177/1356336X16671696. Недостаје или је празан параметар |title= (помоћ);
- Sindik, J., Furjan-Mandić, G., Zenić, N., Čerkez, Zovko, I., Stanković, V., Savić, Z., Djokić, Z. & Kondrič, M. (2017). Comparison of Psychological Skills, Athlete’s Identity, and Habits of Physical Exercise of Students of Faculties of Sport in Four Balkan Countries. Montenegrin Journal of Sports Science and Medicine, 6(1), 13-28. http://mjssm.me/clanci/MJSSM_March_2017_Sindik.pdf;
- Arsić, R., Bošnjak, G., Tešanović, G., Petrović, J. & Stanković, V. (2017). A Comparative analysis of shot put results achieved by children and athletes with hearing loss. Facta Universitatis, Series: Physical Education and Sport, 14(3), 355-369. . doi:10.22190/FUPES1603355A. Недостаје или је празан параметар |title= (помоћ);
- Sokolović, D., Rankovič, J., Stanković, V., et all (2017) QSAR study of dipeptidyl peptidase-4 inhibitors based on the Monte Carlo method, Medical chemistry research, vol. 26, br. 4, str. 796-804. . doi:10.1007/s00044-017-1792-2. Недостаје или је празан параметар |title= (помоћ)
- Savić, Z., Ranđelović, N., Stojanović, N., Stanković, V. & Šiljak, V. (2018). The sports industry and achieving top sports results. Facta Universitatis, Series: Physical Education and Sport, 15(3), 533-522. . doi:10.22190/FUPES1703513S. Недостаје или је празан параметар |title= (помоћ);
- Toskić, L., Dopsaj, M., Stanković, V., Marković, M. (2018) Concurrent and predictive validity of isokinetic dynamometry and tensiomyography in differently trained women and men, Isokinetics and exercise sciece, vol. 27, no. 1, pp. 31–39, 2019. . doi:10.3233/IES-185152. Недостаје или је празан параметар |title= (помоћ)